# Phytocoris varipes
Phytocoris varipes är en insektsart som beskrevs av Karl Henrik Boheman 1852. Phytocoris varipes ingår i släktet Phytocoris och familjen ängsskinnbaggar. Arten är reproducerande i Sverige. Inga underarter finns listade i Catalogue of Life.